# Caesar Wu
Wu Xize (Chino: 吴希泽, Pinyin: Wú Xī Zé; 19 de octubre de 1996) conocido artísticamente como Caesar Wu, es un actor y modelo chino, conocido por haber interpretado a Yan Ximen en la serie Meteor Garden.

## Carrera
Es miembro de la compañía discográfica "Sony Music".
En noviembre del 2017 apareció en una sesión fotográfica para "Harper's Bazaar China" junto a Dylan Wang, Darren Chen y Connor Leong.
En enero del 2018 apareció en una sesión fotográfica para "Elle China" junto a Shen Yue, Dylan Wang, Darren Chen y Connor Leong.
El 26 de mayo del mismo año apareció por primera vez como invitado en el programa de concursos Happy Camp junto a Zhang He, Dylan Wang, Darren Chen, Liang Jingkang, Cao Yunjin, Liu Wei y Chai Zhiping.
El 9 de julio del mismo año obtuvo su primer papel importante en la televisión cuando se unió al elenco principal de la serie china Meteor Garden (流星花园) donde interpretó a Yan Ximen, un joven adinerado y uno de los miembros del F4, hasta el final de la serie el 29 de agosto del mismo año. La serie fue un remake de la serie taiwanesa con el mismo nombre "Meteor Garden"..
En el 2020 se unirá al elenco principal de la serie The Young Lady of the Generals House (将军家的小娘子) donde interpretará a Chu Xiuming.
En el 2021 se unirá al elenco principal de la serie Yi Pian Bing Xin Zai Yu Hu (también conocida como "Ice Heart in Jade Pot") donde dará vida a Zhan Zhao.

## Filmografía

### Series de televisión
| Año             | Título                               | Personaje   | Notas               |
| --------------- | ------------------------------------ | ----------- | ------------------- |
| 2022 - presente | Our Land                             | -           |                     |
| 2022 - presente | Yi Pian Bing Xin Zai Yu Hu           | Zhan Zhao   |                     |
| 2021            | Faith Makes Great                    | Li Zhenxing | historia: "Po Bing" |
| 2021            | The Dreamlike Seal                   | Fu Ye       | 130 episodios       |
| 2020            | The Young Lady of the Generals House | Chu Xiuming | 30 episodios        |
| 2020            | The Chang'an Youth                   | Yang Zi'an  | 24 episodios        |
| 2018            | Meteor Garden                        | Yan Ximen   | 49 episodios        |

### Programa de televisión
| Año  | Programa   | Notas                                |
| ---- | ---------- | ------------------------------------ |
| 2018 | The Inn S2 | 2 episodios - (Ep. 11-12) - invitado |
| 2018 | Day Day Up | invitado                             |
| 2018 | PhantaCity | (Ep. 5) - invitado                   |
| 2018 | Happy Camp | (Ep. 1044) - invitado                |

### Revistas / sesiones fotográficas
| Año  | Título            | Notas                                                    |
| ---- | ----------------- | -------------------------------------------------------- |
| 2020 | IN STEP           | junto a Tang Min (汤敏)                                  |
| 2019 | Real Moi Magazine |                                                          |
| 2019 | Icon Magazine     | junto a Dylan Wang, Darren Chen y Shen Yue               |
| 2019 | RayTown           |                                                          |
| 2019 | NEArt             | junto a Dylan Wang, Shen Yue, Darren Chen y Connor Leong |

### Eventos
| Año  | Actividad                          | Notas                                                                     |
| ---- | ---------------------------------- | ------------------------------------------------------------------------- |
| 2020 | Hunan TV New Year Concert 2021     | interpretó "Meteor Rain" - junto a Dylan Wang, Darren Chen y Connor Leong |
| 2019 | Taokaenoi Brand Event              | junto a Dylan Wang, Darren Chen y Connor Leong                            |
| 2018 | ICONSIAM’s Grand Opening Ceremony! | junto a Dylan Wang, Darren Chen y Connor Leong                            |

## Discografía

### Singles
| Año  | Canción                                                  | Álbum                       | Notas                                          |
| ---- | -------------------------------------------------------- | --------------------------- | ---------------------------------------------- |
| 2020 | "The Moment the Flower Blooms" (花开的瞬间)              | OST de "The Chang'an Youth" | junto a Wang Yuwen                             |
| 2020 | "遥不可及的梦"                                           | OST de "The Chang'an Youth" |                                                |
| 2018 | "For You"                                                | OST de "Meteor Garden"      | junto a Dylan Wang, Darren Chen y Connor Leong |
| 2018 | "Create Memories" (创造回忆)                             | OST de "Meteor Garden"      | junto a Dylan Wang, Darren Chen y Connor Leong |
| 2018 | "Never Thought Of" (从来没想到)                          | OST de "Meteor Garden"      | junto a Dylan Wang, Darren Chen y Connor Leong |
| 2018 | "For You"                                                | OST de "Meteor Garden"      | junto a Dylan Wang, Darren Chen y Connor Leong |
| 2018 | "I Miss You Thinking About Going Crazy" (想你想到快疯了) | OST de "Meteor Garden"      |                                                |